# Kim Chambers
Kimberly Chambers, vulgarmente conhecida por Kim Chambers (Fullerton, Califórnia, 11 de janeiro de 1974) é uma atriz pornográfica estadunidense. Ela entrou na indústria cinematográfica para adultos em 1993 com a idade de cerca de 19, e desde então tem aparecido em mais de 200 filmes. Ela também direcionou pelo menos três filmes.

## Prêmios
- XRCO Award de 1995 – Best Anal Sex Scene – Butt Banged Bicycle Babes with Yvonne, Mark Davis and John Stagliano[2]
- AVN Award de 2002 – Best Solo Sex Scene – Edge Play (VCA Pictures)[3]